# Trilobachne
Genre
Classification phylogénétique
Trilobachne est un genre de plantes monocotylédones de la famille des Poaceae (graminées), originaire du sud de l'Asie. Ce genre compte une seule espèce (genre monotypique).

## Liste d'espèces
Selon World Checklist of Selected Plant Families (WCSP) (15 juillet 2016) :
- Trilobachne cookei (Stapf) Schenck ex Henrard (1931)